# Daniel Mellet
Daniel Mellet est un arbitre suisse de football.

## Carrière
Il a officié dans des compétitions majeures : 
- Coupe de Suisse de football 1957-1958 (finale rejouée)
- Coupe de Suisse de football 1962-1963 (finale)
- Euro 1964 (1 match)